# 彭咏梧
彭咏梧（1915年2月—1948年1月16日），学名、原名彭庆邦，小名安南，四川云阳（今属重庆）人，中国共产党烈士。1938年加入中国共产党，曾任中共重庆市委委员、川东游击纵队政委，领导中共在下川东地区的武装斗争。1948年在率领部队转移时被国军包围，彭咏梧在突围时阵亡。

## 生平
1915年2月，彭咏梧生于四川云阳红狮坝（今重庆市云阳县红狮镇）彭家湾一农民家。幼年丧父，家里节衣缩食供其上学。1931年，彭咏梧考入云阳县城中学，并参加抗日宣传、查抄日货等抗日救亡活动。1935年春，中国共产党领导的云阳工农武装暴动失败，云阳中学组织学生“观看处决共匪暴动突击队长蔡明典”，激发了彭咏梧加入共产党的想法。当年暑假，彭咏梧专程到蔡明典的家乡农坝乡去寻找共产党。1937年秋考入四川省立万县师范学校（萧楚女曾在此任教），同年12月加入中华民族解放先锋队。
1938年10月加入中国共产党，并先后任中共省立万县师范学校分支、总支书记。1940年，国共摩擦加剧，中共党组织决定彭咏梧任中共云阳中心县委书记兼云阳县委副书记，领导云阳、奉节、巫溪、开县等地的工作。到云阳后，彭咏梧整顿党组织，营救中共党员，帮助当地盐厂建立工会，并往返于大巴山中，和工人、农民一起吃住、劳动，传播共产主义思想。由于其活动引起了国民党的注意，彭咏梧全家搬至小江古木坝，以卖丝线小贩为掩护进行活动，并常常改名换姓，装扮成不同身份作掩护。1941年秋，奉中共川东特委之命，彭咏梧抵达重庆，任中共重庆市委委员，负责领导沙磁区（今沙坪坝区一带）、新市区的地下党组织及学生运动。1943年，因工作需要，与中共党员江竹筠扮为假夫妻。1944年春，江竹筠转移成都。1945年，江竹筠与彭咏梧结为夫妻。1946年，彭咏梧发动重庆大学、重庆女子师范学院、川东师范学院等的学生，声援平津等地针对美军强奸女学生事件的抗议活动。1947年，彭咏梧兼任《挺进报》特支书记。
1947年10月，中共川东临时工作委员会成立，彭咏梧任委员，负责下川东的武装斗争。同年11月，彭咏梧、江竹筠离开其子，沿江东下到达云阳汤溪，并恢复、建立党组织，并成立“川东民主联军”，彭咏梧任一纵队政委。随后他们到青莲乡，以教师身份为掩护，组织师生向农民宣传《中国土地法大纲》，并向农民演讲、宣传中共政策。便有群众纷纷要求加入游击队。

### 阵亡
12月15日晚，彭咏梧在奉节昙花乡召开川东游击队奉、大、巫支队成立大会，并任政委，决定于1948年1月8日在云阳和巫溪举行起义（即“奉大巫武装起义”）。由于事机被察觉，彭咏梧等便决定开始行动，迅速袭击了云阳南溪和巫溪西宁乡公所，捣毁了乡公所，缴获了物资。后来国民党立即调正规军1个师驻防万县，把下属3个团的兵力驻进奉节、巫溪和开县，又调集云阳、奉节的保安中队对游击队进行夹击。1948年1月11日，游击队员又击退了前来包围青莲中学（游击队指挥机关所在地）的奉节保安队。此时彭咏梧等人决定兵分两路。
15日下午，彭咏梧带领游击队向巫溪方向转移。当部队在巫溪境内黑沟埫暗洞包宿营做饭时，被尾追的国军正规军包围。彭咏梧指挥部队突围，并在返身掩护游击队员时被子弹击中。身负重伤时，彭咏梧本打算将写有接头关系的纸条递给伤员带走，以防止机密泄露，但由于火力较猛，未能成功，彭咏梧便将纸条嚼碎并吞下，随即死去。彭咏梧死亡后，国军士兵旋即割下彭咏梧等3人的头颅，令一农民将其挑到竹园坪四县联防指挥部请赏（其身躯后来由当地农民就地挖坑掩埋）。彭咏梧等的头之后被挂在竹园坪场上的城楼和下拱桥边的麻柳树上示众。后来彭咏梧等人头颅腐烂掉下，当地群众暗中凑钱将头颅安葬于宝塔山。

### 后续
1949年中华人民共和国成立。1951年10月27日，中央人民政府颁发了毛泽东亲自签署的彭咏梧烈士证书。1962年奉节县人民政府将彭咏梧遗骸移往奉节城安葬，并修建了彭咏梧烈士墓。彭咏梧的战友经实地探访后，于1953年寻得彭咏梧等人的头颅，于1965年寻得其躯体，并合于一处安葬于奉节城北烈士墓，后来又移葬于彭咏梧烈士陵园（此后又多经移址）。1991年，中共巫溪县委、巫溪县人民政府在庆祝中国共产党成立70周年的活动中，建立了“彭咏梧烈士阵亡地纪念碑”。
彭咏梧是罗广斌、杨益言小说《红岩》中人物彭松涛的原型。

## 延伸閱讀
- 中共云阳县委党史研究室. 中共重庆市委党史研究室 , 编. . 重庆: 重庆出版社. 2013. ISBN 9787229047054.